# Yeshivá de Sderot
La Yeshivá de Sderot, (en hebreo: ישיבת ההסדר שדרות) (transliterado: Yeshivat HaHesder Sderot) conocida formalmente como la Yeshivá Hesder Max y Ruth Schwartz de Sderot, fue fundada en 1994 por el Rabino Dovid Fendel. La yeshivá se encuentra en la ciudad de Sderot, a un kilómetro de la Franja de Gaza y de la ciudad árabe palestina de Bait Hanun. Es la yeshivá del programa hesder más grande de todo Israel, cuenta con un cuerpo estudiantil de más de 800 estudiantes procedentes de comunidades de todo el país. Además de estudiar, los estudiantes demuestran su compromiso con los residentes de Sderot a través de muchos proyectos de voluntariado.
Tras el inicio de la Segunda Intifada en octubre de 2000, la ciudad ha estado bajo el fuego constante de cohetes Qassam lanzados por Hamás y la Yihad Islámica. Esto llamó la atención sobre la yeshivá, que fue reconstruida en una serie de edificios a prueba de cohetes. Desde 2007, la yeshivá ha encendido cada año una Menorá de Janucá hecha con los proyectiles gastados de los cohetes disparados contra Sderot desde la Franja de Gaza. El director de la yeshivá es el Rabino Dovid E. Fendel.